# Nettelstädt
Nettelstädt ist ein Stadtteil der Stadt Rüthen im Kreis Soest in Nordrhein-Westfalen und hat 106 Einwohner.

## Lage
Nächste umliegende Städte sind Rüthen, Anröchte und Erwitte, sowie das größere Lippstadt und die Kreisstadt Soest. Das Dorf liegt zwischen Feldern, Wiesen und einem angrenzenden Waldgebiet.

## Geschichte
Nettelstädt war eine selbständige Gemeinde im Amte Altenrüthen bzw. Rüthen. Am 1. Januar 1975 wurde der Ort durch § 50 Münster/Hamm-Gesetz in die Stadt Rüthen eingemeindet.

### Bevölkerungsentwicklung
- 1861: 127 Einwohner
- 1939: 110 Einwohner
- 1950: 163 Einwohner
- 1961: 128 Einwohner
- 1970: 107 Einwohner
- 1974: 090 Einwohner
- 1975: 088 Einwohner
- 2011: 095 Einwohner
- 2014: 092 Einwohner
- 2021: 106 Einwohner[1]

## Politik

### Bürgermeister
- 1974: Josef Litz

### Ortsvorsteher
- 1975–1989: Josef Litz
- 1989–1994: Josef Schütte-Dahlhoff
- 1994–2009: Hartwig Fleischer
- 2009–2020: Friedrich Zimmermann
- seit 2020: Stefan Rüther

## Kapelle
Ende der 1920er Jahre wurde die katholische Kapelle errichtet. 1930 erfolgte ihre Weihe. Der Schutzpatron der Kapelle ist Johannes der Täufer. In den späten 1980er Jahren erfolgten umfangreiche Sanierungsmaßnahmen. 

## Kultur

### Freizeit und Sport
Nettelstädt besitzt einen Fußball- und einen Volleyballplatz. Größte Attraktion ist das Schützenfest des Schützenvereins. Bis 2001 stellte Nettelstädt mit Markus Biene den Bundesschützenkönig.

### Verkehr
Eine Buslinie der Busverkehr Ruhr-Sieg, die Linie R62 von Rüthen über Oestereiden und Bökenförde nach Lippstadt, verläuft durch Nettelstädt. An Schultagen wird Nettelstädt zusätzlich von den Linien 672 Rüthen – Oestereiden und 558 Anröchte – Effeln bedient.

## Sonstiges
Seit 1975 haben die Häuser neue Hausnummern, auch das Wartehäuschen, die Kapelle und das Stromhäuschen.
Sehenswert ist das denkmalgeschützte Landgut Nettelstädt.